# Bryobia oblonga
Bryobia oblonga är en spindeldjursart som beskrevs av Livshits och P. Mitrofanov 1968. Bryobia oblonga ingår i släktet Bryobia och familjen Tetranychidae. Inga underarter finns listade.